# Han Huidi
Han Huidi (kinesiska: 汉惠帝, Hàn Huìdì), född 210 f.Kr., död 188 f.Kr., var den kinesiska Handynastins (206 f.Kr.–220) andra kejsare och regerade från 195 f.Kr. fram till sin död 188 f.Kr. Hans personliga namn var Liu Ying (刘盈) och var son till Handynastins grundare Han Gaozu och hans fru Änkekejsarinnan Lü. Efter att Han Gaozu avlidit 195 f.Kr. blev Han Huidi kejsare över Handynastins Kina. Han Huidi var en känslig och svag ledare och hans far ville aldrig att han skulle bli kejsare. När Han Huidi officiellt blev kejsare så styrdes rikets affärer och politik av hans mamma Änkekejsarinnan Lü. Efter att Han Huidi oväntat dog 188 f.Kr. tog Änkekejsarinnan Lü över hela makten och blev kinas första kvinnliga kejsare (monark).